# Badacsonytomaj
Badacsonytomaj (hongrois : Badacsonytomaj [ˈbɒdɒt͡ʃoɲtomaj]) est une localité hongroise située dans le comitat de Veszprém.

## Site et localisation

### Topographie et hydrographie
La localité est située sur la rive nord-ouest du lac Balaton, au pied du massif du Badacsony, le long de la route principale 71. Son territoire comprend la majeure partie du Badacsony, l'ancien centre villageois de Tomaj, le quartier de Badacsonyörs, ainsi que Badacsony, une zone fortement touristique composée principalement de vignobles, de caves, de restaurants et de résidences secondaires.

### Aires faunistiques et floristiques
Le quartier de Badacsonyörs abrite l’arboretum Folly, un jardin botanique fondé par la famille Folly, spécialisé dans les conifères rares et les essences méditerranéennes. Ce lieu, combinant nature, viticulture et paysage panoramique, constitue l’un des attraits majeurs de la région.

## Histoire
Le territoire de la localité est habité depuis l'Antiquité. Des fouilles archéologiques ont mis au jour, au sommet de la montagne, des vestiges datant de l'âge du fer, ainsi que les traces d'un établissement celtique. À l'époque romaine, la culture de la vigne était déjà pratiquée sur les pentes du Badacsony, où de nombreuses plantations existaient.
On conserve peu de documents médiévaux concernant la localité, qui ne relevait pas d'un domaine ecclésiastique. Selon la tradition, son nom proviendrait de Tomaj, fils d'Urkund, un chef tribal petchénègue et beau-frère du roi Étienne Ier, qui aurait reçu ce territoire en 998 en cadeau, avec Lesencetomaj et Cserszegtomaj. La localité resta la propriété du clan Tomaj jusqu'à son extinction.
La première mention écrite conservée date de 1313, sous la forme Tomaj. Toutefois, une charte de l'évêque II. Pál de Veszprém fait état dès 1263 de l'existence d'un ermitage à cet endroit.
Sous l'occupation ottomane, la population se réduisit considérablement, et en 1550, la paroisse était à l'abandon. Les sources indiquent néanmoins que la localité fut habitée de manière continue. Les habitants vivaient alors principalement de la viticulture, de la culture fruitière et de la pêche.
Dès le XVIIIe siècle, le village commença à être connu comme lieu de villégiature, notamment grâce à la réputation de ses vins. De nombreuses caves et maisons de presse furent construites. Son livre de montagne (hegykönyv) et ses lois viticoles (hegytörvények) sont également connus.
Les ruines imposantes du monastère des Paulins furent signalées en 1851 par Miklós Szerelmey. En 1887, le chanoine Iván Ádám explora les lieux et publia une étude à ce sujet dans la Revue archéologique (Archeológiai Szemle) en 1888.
L'exploitation de la carrière de basalte du Badacsony fut lancée en 1903 par la famille Tószegi et la fondation princière Esterházy, entraînant un tournant dans l'histoire de la localité. La population doubla et une industrialisation s'amorça. Le transport ferroviaire se développa sur la rive nord du lac Balaton. À partir de 1909, un chemin de fer à traction hippomobile desservait la commune.
Le 1er janvier 1911, Badacsonytomaj obtint le statut de grande commune, par décision de l'administration du comitat de Zala. L'appel à candidatures pour le poste de notaire communal fut remporté par le percepteur fiscal de Nemesgulács. Ce dernier, Vajda Elek (1879–1944), fut nommé notaire le 15 février et s'installa dans la localité, dont il occupa les fonctions administratives jusqu'à sa retraite en 1923. Il fut également le premier secrétaire de l'union locale de la Croix-Rouge fondée le 15 février 1915. La maison qu'il fit construire à son arrivée devint plus tard le siège de la municipalité jusqu'en 2011. Une plaque commémorative fut posée en 2014 dans le nouvel hôtel de ville pour rendre hommage à son œuvre.
De nombreux hommes de Badacsonytomaj perdirent la vie pendant la Première Guerre mondiale. Après le traité de Trianon, une grande partie des carrières de basalte du pays se retrouva en dehors des nouvelles frontières hongroises, et le mont Badacsony fut lui aussi menacé. Le député et écrivain Ferenc Herczeg mena alors une campagne active au Parlement pour la protection des richesses naturelles.
Le basalte extrait du mont était acheminé par wagonnet jusqu'à une installation de concassage située sur la rive du lac. Les vibrations causées par ces installations provoquèrent des fissures dans l'église Saint-Émeric construite en 1344 sur la colline de l'église, rendant l'édifice dangereux. Elle fut remplacée en 1931–1932 par une nouvelle église de style néo-roman, construite en pierre de basalte selon les plans de Gáspár Fábián, sous l'épiscopat de Nándor Rott et sous le pastorat de Sándor Varga. Ce projet fut financé par le Fonds des cultes.
Jusqu'à la réforme administrative de 1950, la localité appartenait au comitat de Zala.
Lors des premières élections municipales libres, en 1990, Kálmán Káloczi fut élu premier bourgmestre de la commune, fonction qu'il occupa jusqu'en 2002.
L'exploitation de la carrière prit fin en 1965. Cependant, le paysage et l'écosystème du mont furent profondément affectés par un demi-siècle d'activité minière. Afin d'en prévenir toute dégradation supplémentaire, la région fut classée en zone paysagère protégée.
La localité, ainsi que ses quartiers de Badacsonyörs (anciennement Kisörs, aussi appelé autrefois Bugyberek) et de Badacsony (anciennement Hableány), obtint le statut de ville le 1er juillet 2004.

## Population

### Minorités culturelles et religieuses
Lors du recensement de 2011, 87,3 % des habitants se sont déclarés hongrois, 1,8 % allemands ; 12,5 % de la population n'a pas déclaré d'appartenance. Concernant l'appartenance religieuse, 60,5 % des habitants se sont déclarés catholiques romains, 2,2 % réformés, 1,2 % luthériens, tandis que 7,4 % se sont déclarés sans religion ; 28,1 % n'ont pas souhaité répondre.
Au recensement de 2022, 87,5 % des habitants se sont identifiés comme Hongrois, 2,4 % comme Allemands, 0,3 % comme Slovaques, et 0,1 % respectivement comme Serbes, Grecs, Arméniens, Roumains, Croates et Roms. Par ailleurs, 3,5 % ont déclaré une autre nationalité étrangère non précisée ; 11,9 % n'ont pas répondu à la question. (En raison des identités multiples, la somme des pourcentages peut dépasser 100 %).
Quant à la répartition religieuse, 44,9 % de la population s'est déclarée catholique romaine, 2,9 % réformée, 1,1 % luthérienne, 0,6 % grecque-catholique, 0,1 % israélite, 0,1 % orthodoxe, 0,8 % autres chrétiens, et 0,2 % autres catholiques ; 11,3 % se sont déclarés sans confession, tandis que 38,1 % n'ont pas répondu.

## Équipements

### Réseaux extra-urbains
Après la route principale 71, l'axe routier le plus important est la route 7316, qui débute à Badacsonyörs, traverse le centre de Badacsonytomaj, puis continue en direction de Tapolca. D'autres routes à quatre ou cinq chiffres traversent également la localité : la route 7341 (dite « route romaine »), située légèrement en hauteur par rapport à la route du rivage, mène à Badacsonytördemic ; la route 7344 relie la localité à Káptalantóti ; la route 73104 part du nord de Badacsony en direction de Badacsonytördemic ; enfin, la route 73143 correspond à la rue principale du centre-ville de Tomaj.
La localité est accessible par train via la ligne Börgönd–Szabadbattyán–Tapolca, avec trois points d'arrêt sur son territoire : la halte de Badacsonyörs (anciennement Kisörs), la gare de Badacsonytomaj et la halte de Badacsony (anciennement Badacsony-Hableány).
Par voie d'eau, Badacsonytomaj est accessible depuis le quai très fréquenté de Badacsony durant la saison estivale, qui dispose également d'un port de plaisance.

## Patrimoine local

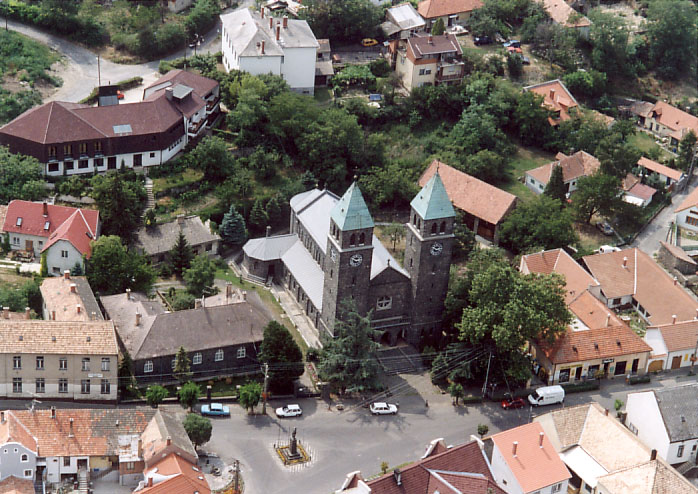
L'église Saint-Émeric.

Dans le centre de Badacsonytomaj se trouve l'église catholique romaine Saint-Émeric, construite entre 1931 et 1932 dans un style néoroman. Réalisée en pierre de basalte local, elle fut édifiée pour remplacer une ancienne église du XIVe siècle devenue instable à cause des vibrations causées par l'activité minière. Deux monuments aux morts commémorent les habitants tombés pendant les Première et Seconde Guerres mondiales.
Sur les pentes du mont Badacsony, la maison Róza Szegedy fait aujourd'hui office de musée. Elle fut la demeure du poète Sándor Kisfaludy et de son épouse Róza Szegedy. Non loin, l'ancien pressoir de Sándor Kisfaludy accueille depuis plusieurs décennies un restaurant.
La maison commémorative de József Egry, surnommé « le peintre du Balaton », abrite depuis 1973 un musée consacré à son œuvre. Outre ses tableaux, on peut y voir des expositions temporaires d'artistes contemporains.
Le manoir Hertelendy–Békássy, situé sur le versant du Badacsony, fut la propriété de Gábor Hertelendy (1900–1979) et de son épouse Klára Békássy (1901–1989). Il accueille aujourd'hui la cave Szépkilátó Borozó. Le 22 juillet 2018, le parc du manoir a été orné d'un jardin de statues intitulé Les grands du Réformisme au Badacsony, comprenant une galerie de bustes en marbre de Carrare réalisés par le sculpteur János Béres, lauréat du prix Vajda Lajos. Ce projet est le fruit du mécénat du pharmacien János Kovács, originaire de Zalaegerszeg.
En face de la maison Kisfaludy, la cave Hertelendy fut fondée par Judit Viosz, issue d'une ancienne famille terrienne de Zala. Elle donna à l'établissement le nom de son arrière-grand-mère Rozália Hertelendy (1822–1850), épouse du juge Ákos Dervarics, originaire de Egyházasbük.
Toujours à Badacsonyörs, deux chapelles rurales complètent le patrimoine local : la chapelle Saint-Antoine de Padoue et la chapelle de l’Assomption.
Enfin, le quartier accueille l’un des plus importants domaines viticoles familiaux de Hongrie : le domaine viticole familial Varga, combinant traditions viticoles locales et production moderne à grande échelle.

## Personnalités liées à la localité

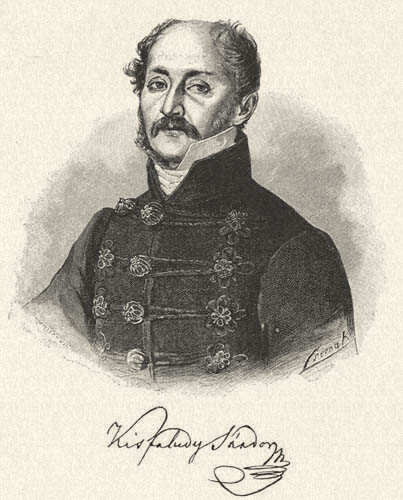
Le poète romantique [./Sándor_Kisfaludy Sándor Kisfaludy] (1772–1844).

La localité de Badacsonytomaj a attiré, au fil des siècles, de nombreuses figures marquantes de la vie littéraire, artistique et intellectuelle hongroise.
Le poète romantique Sándor Kisfaludy (1772–1844) s'installa à Badacsony, où il fit construire une maison de campagne et un pressoir. Il y vécut avec son épouse, la poétesse Róza Szegedy (1774–1832), connue pour avoir tenu un salon littéraire dans leur résidence, aujourd'hui transformée en musée. Leur présence fit du Badacsony un lieu important de la vie culturelle hongroise au début du XIXe siècle.
Parmi les contemporains du couple, on peut citer Pál Felsőbüki Nagy (1777–1857), figure politique libérale du Réformisme, et Lajos Bogyay (1803–1875), juriste et homme politique, tous deux liés à la région.

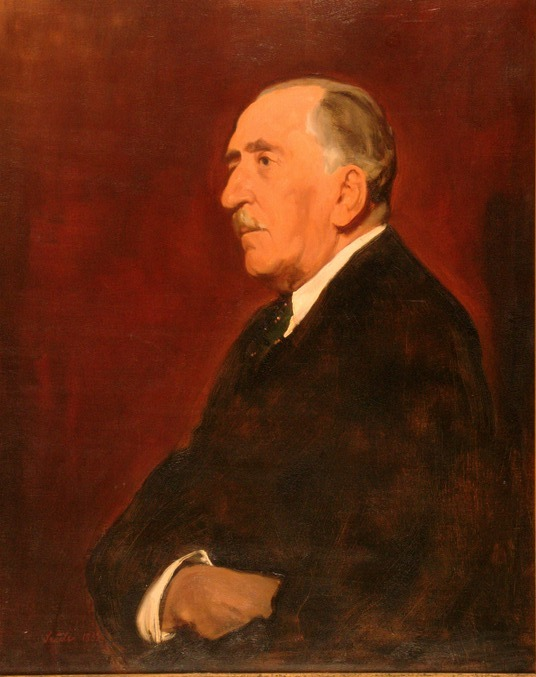
L'écrivain et dramaturge Ferenc Herczeg.

À la fin du XIXe siècle, l'écrivain et dramaturge Ferenc Herczeg (1863–1954) joua un rôle important dans la défense du paysage du Badacsony après les pertes territoriales de la Hongrie. Il mena notamment des campagnes au Parlement contre l'exploitation excessive du basalte sur la montagne.
La localité fut également fréquentée par plusieurs intellectuels majeurs du tournant du siècle, dont le philosophe Ákos Pauler (1876–1933), membre de l'Académie hongroise des sciences, et l'écrivain Gyula Krúdy (1878–1933), dont la prose évoque souvent l'atmosphère des bords du Balaton.
Le peintre József Egry (1883–1951), surnommé « le peintre du Balaton », s'installa à Badacsony, où sa maison est aujourd'hui un musée consacré à son œuvre. Son compatriote Aurél Bernáth (1895–1982), également peintre et professeur à l'Académie des beaux-arts, séjourna aussi dans la région.
Le poète Lőrinc Szabó (1900–1957), important représentant de la poésie hongroise de l'entre-deux-guerres, trouva également inspiration dans les paysages du Badacsony. Dezső Keresztury (1904–1996), écrivain, ancien ministre de l'Éducation et académicien, fut un autre visiteur régulier de la localité.
Les écrivains Ferenc Jankovich (1907–1971) et Sándor Tatay (1910–1991), ce dernier connu pour ses récits populaires inspirés de la vie rurale hongroise, ont également été liés à Badacsonytomaj.
Enfin, la peintre Erzsébet Udvardi (1929–2013), célèbre pour ses œuvres d'art sacré et fresques murales, fut une figure marquante de la seconde moitié du XXe siècle dans la région.